# Qallimiut
Qallimiut [ˈqaɬːimiut] (Kitaamiusut Qallumiut; nach alter Rechtschreibung K'agdlimiut bzw. K'agdlumiut) ist eine grönländische Schäfersiedlung im Distrikt Nanortalik in der Kommune Kujalleq.

## Lage
Qallimiut liegt auf einer Wiese am Ende des Fjords Qallimiut Imaat, von dem sich der Fjord Amitsuarsuk abtrennt, an dessen Ende Qorlortorsuaq liegt. Der Qallimiut Kuuat entwässert den See Qallimiut Tasersuat, der durch zahlreiche weitere Seen über Flüsse gespeist wird, durch Qallimiut hindurch. Es sind 10 km nach Nordosten bis Qorlortorsuaq, 11 km nach Nordosten bis Eqaluit und 13 km nach Süden bis zum nächsten größeren Dorf Ammassivik.

## Geschichte
Qallimiut war ein vergleichsweise großer Ort mit 36 Einwohnern im Jahr 1951. In den 1960er Jahren sank die Einwohnerzahl auf rund 25 Personen. Zu diesem Zeitpunkt bestand die Bevölkerung aus acht Schäfern mit insgesamt rund 1500 Schafen.

## Bebauung
In Qallimiut gibt es einige geschützte Gebäude.

## Bevölkerungsentwicklung
Qallimiut hatte in den 1980er Jahren noch über 20 Einwohner. Heute leben nur noch ein halbes bis ein Dutzend Menschen in der Siedlung.